# Кућа коју је саградио Џек
Кућа коју је саградио Џек (енгл. The House That Jack Built) је психолошки хорор филм из 2018. који је написао и режирао Ларс фон Трир. У главним улогама су Мет Дилон, Бруно Ганц, Ума Турман, Шибан Фалон Хоган, Софи Гробол, Рајли Кео и Џереми Дејвис. Његова радња прати Џека (Дилона), серијског убицу који је током 12-годишњег периода од касних 1970-их до 1980-их починио бројна убиства у америчкој држави Вашингтон. Користећи Дантеов Пакао као метатекст, филм је структуриран као серија флешбекова које је Џек пренео римском песнику Вергилију, током којих Џек покушава да аргументује своје злочине.
Првобитно замишљен као телевизијски пројекат од стране фон Трира, Кућа коју је саградио Џек почела је да се производи у Шведској 2016. Филм је дебитовао на Филмском фестивалу у Кану, обележавајући фон Триров повратак на фестивал после више од шест година. Филм је добио поларизоване повратне информације од критичара.

## Улоге
| Улога              | Глумац/глумица    |
| ------------------ | ----------------- |
| Џек                | Мет Дилон         |
| Вергилије          | Бруно Ганц        |
| Дама 1             | Ума Терман        |
| Клер Милер, Дама 2 | Шибон Фалон Хоган |
| Дама 3             | Софи Гробел       |
| Џеклин             | Рајли Ког         |
| Ал                 | Џереми Дејвис     |
| Сони               | Џек Мекензи       |
| Глен               | Матијас Хјелм     |

## Производња

### Кастинг
Дана 2. новембра 2016, фон Трир је најавио да ће Мет Дилон играти главну улогу у филму. Убрзо су уследиле најаве у фебруару 2017. да ће се Рајли Ког и Софи Гробал такође придружити продукцији, а учешће Уме Терман је најављено следећег месеца. Истог месеца, фон Трир је описао филм као славље „идеје да је живот зао и без душе“.

### Снимање
Главно снимање је почело у марту 2017. изван Бенгтсфорса и Тосеа у Далсланду, Шведска, и снимано је у Копенхагену, Грибскову, Тролхатану, Пик Дистрикту и Монтемерану. Дилон је у почетку био под утицајем америчког серијског убице Теда Бандија, али је његов лик убрзо постао јединствен. Фон Трир је поделио снимање на два дела како би омогућио монтажу између, нешто што је радио раније. Филм је провео скоро годину дана у постпродукцији, која је укључивала компликоване специјалне ефекте.